# Pterocles indicus
La grandule pittata (Pterocles indicus (J.F.Gmelin, 1789)) è un uccello della famiglia Pteroclidae.

## Distribuzione e habitat
La specie è diffusa in India e Pakistan.